# John de Lancie
John Sherwood de Lancie, Jr. (ur. 20 marca 1948 w Filadelfii) – amerykański aktor, reżyser, producent, scenarzysta, pedagog, żeglarz, lektor i komik. Najlepiej znany z roli omnipotentnego Q w kilku serialach Star Trek, udzielił też głosu Triasowi, upadłemu aniołowi w grze Planescape: Torment, Discordowi w serialu animowanym My Little Pony: Przyjaźń to magia oraz Williamowi Milesowi w serii Assassin’s Creed.

## Filmografia

### Filmy
- 1979: Cebulowe pole (The Onion Field) jako porucznik LAPD
- 1991: Fisher King (The Fisher King) jako kierownik telewizyjny
- 1992: Ręka nad kołyską (The Hand that Rocks the Cradle) jako dr Victor Mott
- 1993: Bez lęku (Fearless) jako Jeff Gordon
- 1996: Mężowie i żona (Multiplicity) jako Ted Gray
- 1998: Szczęściarz (You Lucky Dog) jako Lyle Windsor
- 1998: Szeregowiec Ryan (Saving Private Ryan) jako czytnik listów
- 2000: Kobieta na topie (Woman on Top) jako Alex Reeves
- 2001: Dobre rady (Good Advice) jako Ted
- 2007: Zabić wspomnienia (Reign Over Me) jako Nigel Pennington
- 2008: Patologia (Pathology) jako dr Quentin Morris
- 2009: Gamer jako szef zespołu
- 2009: Adrenalina 2. Pod napięciem (Crank: High Voltage) jako Fish Halman
- 2012: Rekreator jako Doktor Frank Miller
- 2017: Kraina lodu. Przygoda Olafa (Olaf’s Frozen Adventure) jako pan Olsen (głos)

### Seriale TV
- 1977: Barnaby Jones jako Grady
- 1979: Battlestar Galactica jako oficer
- 1982–1986: Dni naszego życia jako Eugene Bradford
- 1983: Ptaki ciernistych krzewów jako Alastair MacQueen
- 1986: MacGyver jako Brian Ashford
- 1986: Napisała: Morderstwo jako Binky Holborn
- 1987–1994: Star Trek: Następne pokolenie jako Q
- 1988: Mission: Impossible jako Matthew Drake
- 1989: Dni naszego życia jako Eugene Bradford
- 1991: Prawnicy z Miasta Aniołów jako Mark Chelios
- 1993: Star Trek: Stacja kosmiczna jako Q
- 1993: Batman jako Eagleton (głos)
- 1996: Gdzie diabeł mówi dobranoc jako prokurator okręgowy
- 1996: Dotyk anioła jako Justinian Jones
- 1996–1997: Prawdziwe przygody Jonny’ego Questa jako dr Quest (głos)
- 1996–2001: Star Trek: Voyager jako Q
- 1997: Duckman jako Tyler Fitzgerald
- 2000: Bobry w akcji jako jak w worku (głos)
- 2000: Prezydencki poker jako Al Kiefer
- 2001: Łowcy koszmarów jako król terenu do gry w golfa
- 2001: Kancelaria adwokacka jako Walter Bannish
- 2001–2002: Andromeda jako Sid Barry / Sam Profitt
- 2001–2002: Gwiezdne wrota jako Frank Simmons / Goa'uld
- 2002: Jordan w akcji jako lekarz sądowy Thaxton
- 2003: Potyczki Amy jako dr Eagan
- 2003: Kaczor Dodgers jako Sinestro (głos)
- 2004–2005: Czarodziejki jako Odin
- 2005: Podkomisarz Brenda Johnson jako dr Dawson
- 2005: Invader Zim jako agent Darkbootie
- 2008: Jednostka jako Elliott Gillum
- 2009: Greek w roli samego siebie
- 2009–2010: Breaking Bad jako Donald Margolis
- 2011: Prawo i porządek: Los Angeles jako sędzia Avery Staynor
- 2011: Franklin & Bash jako Gallen
- 2011: Liga Młodych jako Mister Twister (głos)
- 2011–: My Little Pony: Przyjaźń to magia jako Discord (głos)
- 2012: Tajemny krąg jako Royce Armstrong
- 2014: Mentalista jako Edward Feinberg
- 2014: CSI: Kryminalne zagadki Las Vegas jako generał Robert Landsdale
- 2015: Bibliotekarze jako Mefistofeles
- 2016: Justice League Action jako Brainiac (głos)